# Herodotia procopii
Herodotia procopii är en stekelart som beskrevs av Girault 1931. Herodotia procopii ingår i släktet Herodotia och familjen fikonsteklar. Inga underarter finns listade i Catalogue of Life.